# Col de l'Iseran
De Col de l'Iseran is, als onderdeel van de departementale weg D902, met zijn 2.770 m de hoogste verharde bergpas van de Alpen en Europa. De weg naar de Cime de la Bonette is met 2.802 meter weliswaar 32 meter hoger, maar is geen pasweg.
De Col is genoemd naar het gebied l'Iseran, dat op zijn beurt naar de rivier de Isère genoemd is. Deze rivier ontspringt beneden aan de col in Val-d'Isère.

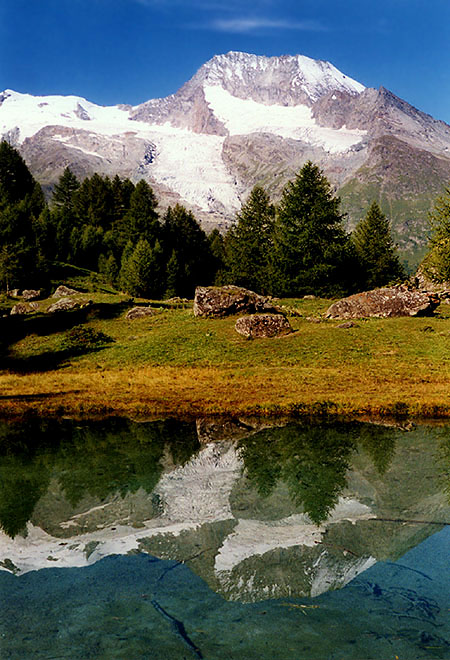
Zicht op de Mont Pourri en zijn gletsjers vanaf Sainte-Foy-Tarentaise

De weg vertrekt vanuit Bourg-Saint-Maurice in de Tarentaise, maar begint pas vlak voor het eerste dorpje Sainte-Foy-Tarentaise echt te stijgen. Hier klimt de weg steil tot aan de oevers van het stuwmeer van Tignes, met majestueuze gletsjers aan de westkant van het dal die hier, zelfs in de zomer, zeer laag komen.
Het tweede deel van de klim begint na het oude en rijke stadje Val-d'Isère. Via veel haarspeldbochten bereikt de weg het skigebied met een mooi uitzicht op het diepe hoog-Tarentaise-dal. Vanaf Val-d'Isère vermelden de stenen kilometeraanduidingen tevens de hoogte en het stijgingspercentage.
De afdaling langs de andere kant slingert door het, in de zomer zeer groene, zijdal van de Maurienne, dat volledig in het Parc National de la Vanoise ligt. Hier kan men met een beetje geluk marmotten of misschien een gems spotten. Het eindpunt van de pasweg aan de zuidkant ligt in Bonneval-sur-Arc, waar de weg de vallei van de Maurienne bereikt. De D902 eindigt, verder stroomafwaarts, in Lanslebourg-Mont-Cenis.

## Sport
De Col de l'Iseran is bekend van de wielerkoers Ronde van Frankrijk. Na de Cime de la Bonette is het de hoogste top waar de wielrenners ooit zijn gepasseerd in deze wedstrijd. Als eerste passeerden de Col de l'Iseran:
- 1938:  Félicien Vervaecke
- 1939:  Sylvère Maes
- 1949:  Pierre Tacca
- 1959:  Adolf Christian
- 1963:  Fernando Manzaneque
- 1992:  Claudio Chiappucci
- 2007:  Jaroslav Popovytsj
- 2019:  Egan Bernal